# Vichères
Vichères település Franciaországban, Eure-et-Loir megyében. Lakosainak száma 288 fő (2022. január 1.). Vichères Trizay-Coutretot-Saint-Serge, Argenvilliers, Beaumont-les-Autels, Béthonvilliers, Coudray-au-Perche, La Gaudaine és Souancé-au-Perche községekkel határos.

## Népesség
A település népessége az elmúlt években az alábbi módon változott:
| Lakosok száma | 312  | 324  | 254  | 301  | 314  | 319  | 304  | 295  | 290  | 288  |
|               | 1968 | 1982 | 1990 | 2006 | 2013 | 2015 | 2017 | 2019 | 2020 | 2022 |